# Darío Benedetto
Darío Ismael „Pipa“ Benedetto (* 17. Mai 1990 in Berazategui) ist ein argentinischer Fußballprofi. Der Stürmer gewann zwei Mal die CONCACAF Champions League und wurde 2017 zu Argentiniens Fußballer des Jahres gewählt.

## Karriere

### Verein
Darío Benedetto begann seine Karriere 2008 bei Arsenal de Sarandí. Er wurde 2010 an Defensa y Justicia verliehen und 2011 an Gimnasia, wo er 19 Spiele bestritt und 11 Tore erzielte. Im Sommer 2013 verkaufte Arsenal Benedetto an den mexikanischen Klub Club Tijuana. Am 19. Juli erzielte er einen Hattrick bei seinem Ligadebüt für den Verein in einem 3:3-Unentschieden gegen Atlas Guadelajara. Für Tijuana erzielte er insgesamt 21 Tore in 43 Ligaspielen.
Am 15. Dezember 2014 wurde bekannt gegeben, dass Benedetto einen Vierjahresvertrag bei Club América unterschrieben hatte. Obwohl Einzelheiten des Transfers nicht bekannt gegeben wurden, wurde angenommen, dass América 8 Millionen US-Dollar für den Spieler gezahlt hat. Er debütierte am 10. Januar 2015 für América im Eröffnungsspiel der Clausura, bei einem 3:2-Sieg gegen Club León im Estadio Azteca, und gab die Vorlage für Oribe Peraltas zweites Tor. Er erzielte bald darauf sein erstes Tor in einem Ligaspiel gegen UANL Tigres. Mit dem Verein gewann er ab 2015 zweimal in Folge die CONCACAF Champions League und wurde bei dem ersten Sieg auch Torschützenkönig des Turniers und erzielte drei Treffer im Finalrückspiel gegen Montreal Impact.
Am 6. Juni 2016 wechselte er zurück nach Argentinien zu den Boca Junior. Nach anfänglichen Problemen wurde er ein wichtiger Spieler und gewann 2017 die Argentinische Meisterschaft mit Boca und wurde mit 21 Treffern bester Torschütze. 2017 wurde er außerdem zu Argentiniens Fußballer des Jahres gewählt. Im nächsten Jahr konnte er den Ligatitel mit Boca verteidigen, war allerdings für die meiste Zeit der Saison verletzt. 2018 erreichte er das Finale der Copa Libertadores mit Boca, welches nach einem 2:2 im Hinspiel beim Rückspiel mit 1:3 gegen River Plate verloren ging. Im Rückspiel erzielte er den Treffer zur zwischenzeitlichen 1:0-Führung.
Am 5. August 2019 unterzeichnete Benedetto einen Vierjahresvertrag bei dem Ligue 1-Team Olympique Marseille für eine ausgewiesene Gebühr von 14 Millionen Euro. Benedetto erzielte sein erstes Tor als Marseille-Spieler bei einem Ligaspiel gegen OGC Nizza am 28. August 2019.
Im August 2021 wurde er an den spanischen Erstligisten FC Elche verliehen. Danach kehrte er zu den Boca Juniors nach Argentinien zurück. Nach Unstimmigkeiten mit Trainer Diego Martínez verließ er Mitte 2024 das Team und unterschrieb einen Vertrag beim mexikanischen Verein Querétaro. Im Januar 2025 verpflichtete der paraguayische Meister Club Olimpia Benedetto.

### Nationalmannschaft
Am 27. August 2017 wurde Benedetto von Trainer Jorge Sampaoli für die WM-Qualifikationsspiele 2018 gegen Uruguay und Venezuela berufen. Er feierte sein Länderspieldebüt am 5. September 2017 gegen Venezuela und ersetzte Paulo Dybala als Einwechselspieler. Das Spiel endete mit 1:1.

## Erfolge

### Verein
- CONCACAF-Champions-League-Sieger: 2015, 2016
- Argentinischer Meister: 2017, 2018

### Individuell
- Argentiniens Fußballer des Jahres: 2017
- Primera División Argentina-Torschützenkönig: 2017
- CONCACAF-Champions-League-Torschützenkönig: 2015